# میز رزولوت
میز رزولوت (به انگلیسی: Resolute desk)، که با عنوان میز هِیز (به انگلیسی: Hayes desk) نیز شناخته می‌شود، یک میز دوبل قرن نوزدهمی است که چندین نفر از رؤسای جمهور ایالات متحده از آن به‌عنوان میز دفتر اتاق بیضی‌شکل در کاخ سفید استفاده کرده‌اند. این میز را در سال ۱۸۸۰ ملکه ویکتوریای بریتانیا به رئیس‌جمهور آمریکا رادرفورد بی هیز هدیه کرد. میز رزولوت از چوب‌های بلوط کشتی اچ‌ام‌اس رزولوت ساخته شده‌است. کشتی اچ‌ام‌اس رزولوت برای سفر به قطب شمال طراحی شده بود که پس از گیر کردن در یخهای قطبی متروکه شد و بعدها توسط صیاد آمریکایی تعمیر شد و در ۱۸۵۶ به ملکه ویکتوریا بازگردانده شد. میز رزولوت ۱٬۳۰۰ پوند (۵۹۰ کیلوگرم) وزن دارد و ویلیام ایوندن، نجاری ماهر در اسکلهٔ چتم در کنت آن را احتمالاً بر اساس طرحی از مورانت، بوید و بلانفورد ساخته‌است.
میز رزولوت در ۲۳ نوامبر ۱۸۸۰ به کاخ سفید رسید و اندکی بعد به طبقه دوم آن بنا منتقل شد. این میز تا زمان بازسازی کاخ سفید (بین سال‌های ۱۹۴۸ تا ۱۹۵۲) در دفتر مطالعهٔ رئیس‌جمهور باقی ماند. پس از بازسازی، در اتاق ضبط سخنرانی‌های رئیس‌جمهور قرار گرفت و دوایت دی ایزنهاور سخنرانی‌های رادیویی و تلویزیونی خود را از پشت آن ایراد می‌کرد. جکی کندی، همسر جان اف کندی، در سال ۱۹۶۱ میز را به دفتر بیضی شکل منتقل کرد. پس از ترور جان اف کندی میز رزولوت از کاخ سفید خارج شد و به همراه آیتم‌های کتابخانه ریاست جمهوری کندی در سراسر آمریکا به نمایش گذارده شد و پس از آن به موسسه اسمیتسونیان سپرده شد. جانشین کندی، لیندون بی جانسون، بر آن بود که از میزی که خود از دوران نمایندگی‌اش در مجلس آمریکا از آن استفاده می‌کرد (و امروزه با عنوان میز جانسون شناخته می‌شود) استفاده کند. جیمی کارتر در سال ۱۹۷۷ میز را به کاخ سفید و دفتر بیضی برگرداند. میز رزولوت از زمان در کاخ سفید باقی مانده‌است. به جز جورج اچ دبلیو بوش، که تصمیم گرفت در اتاق بیضی‌شکل از میز سی و او استفاده کند، دیگر رؤسای جمهور در طول مدت اقامت خود در اتاق بیضی‌شکل پشت این میز نشسته‌اند.
میز رزولوت دو بار دستخوش تغییر شده‌است. فرانکلین روزولت دستور داد برای پنهان ارتز پاهایش دری به همراه نشان ریاست جمهوری آمریکا و همچنین یک گاوصندوق در آن تعبیه شود، ولی این آخری تا پس از مرگ وی در سال ۱۹۴۵ نصب نشد. ازاره‌ای به ارتفاع ۲ اینچ (۵٫۱ سانتیمتر) نیز در سال ۱۹۶۱ به میز اضافه شد و در سال ۱۹۸۶ نیز با ازاره‌ای جدید تعویض شد. تعدادی کپی نیز از این میز ساخته شده‌است. اولین کپی آن در سال ۱۹۷۸ برای نمایش همیشگی درکتابخانه ریاست جمهوری جان اف کندی در بوستون، ماساچوست ساخته شد و از اون زمان پنج کپی دیگر در کتابخانه‌های ریاست جمهوری و تعداد زیادی کپی دیگر برای نمایش در موزه‌ها، کتابخانه‌ها، جاذبه‌های توریستی، و خانه‌های شخصی افراد ساخته شده‌است.

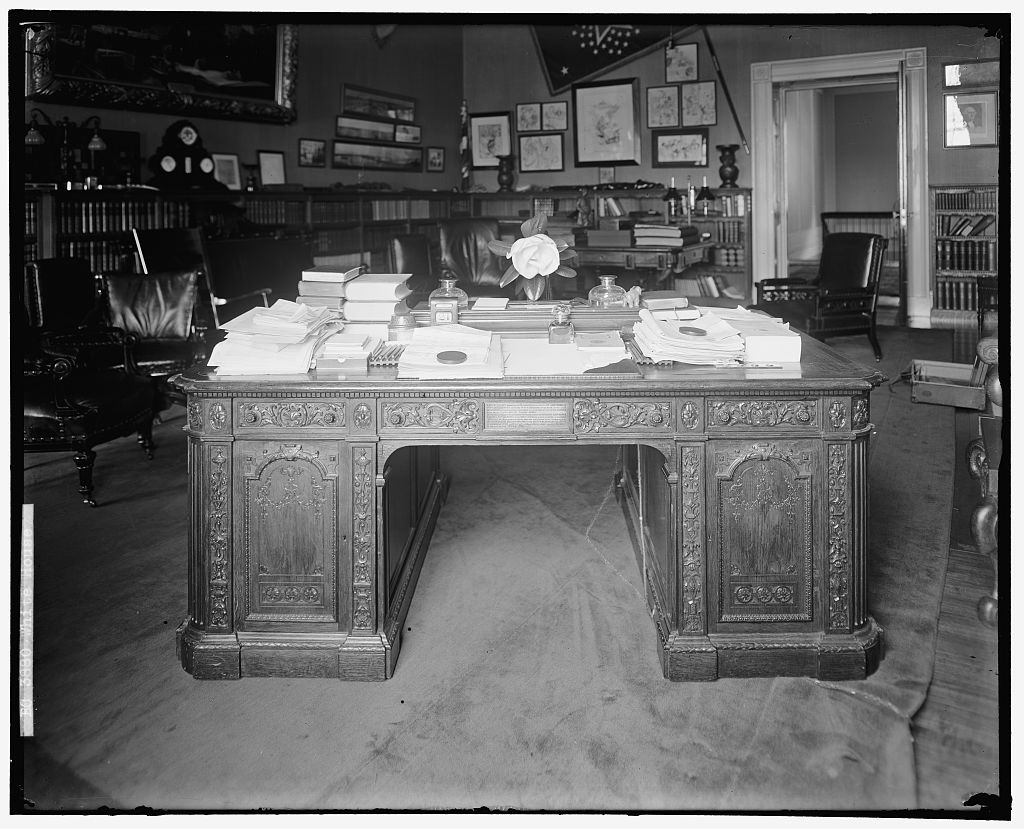
میز رزولوت در دفتر ویلیام هاوارد تافت قبل از اضافه شدن در زانو به دستور فرانکلین روزولت

ماکت میز رزولوت در کتابخانه ریاست جمهوری جان اف کندی در بوستون، ماساچوست.